# ويليام بيرسيفال إيفانز
ويليام بيرسيفال إيفانز (بالإنجليزية: William Percival Evans)‏ هو كيميائي نيوزلندي، ولد في 22 نوفمبر 1864 في ملبورن في أستراليا، وتوفي في 2 سبتمبر 1959.